# Jelena Wassiljewna Jegoschina
Jelena Wassiljewna Jegoschina (russisch Елена Васильевна Егошина; * 24. Dezember 1972 in Moskau) ist eine ehemalige russische Ringerin. Sie wurde in ihrer Laufbahn viermal Europameisterin.

## Werdegang
Jelena Jegoschina begann als Jugendliche mit dem Ringen. Die 1,59 Meter große Athletin, die knapp über 50 kg wog, gehörte dem Trade Union Sports Club Moskau an und wurde hauptsächlich von Nikolai Garkin trainiert. Der Beginn ihrer internationalen Karriere war 1992, also zu einer Zeit, als sich das Frauenringen langsam etablierte, aber noch nicht olympisch war. Sie gehört gewissermaßen zu den Pionierinnen des Frauenringens.
1992 startete sie bei der Weltmeisterschaft in Villeurbanne/Frankreich und belegte dabei in der Gewichtsklasse bis 50 kg Körpergewicht hinter Tricia Saunders, Vereinigte Staaten, Yoshiko Endo, Japan, und Martine Poupon, Frankreich, den 4. Platz. 1993 wurde sie in Iwanowo/Russland dann in der Gewichtsklasse bis 53 kg erstmals Europameisterin und besiegte dabei im Finale Tatjana Antonowa aus der Ukraine. Bei der Weltmeisterschaft dieses Jahres kam sie in der gleichen Gewichtsklasse erneut auf den 4. Platz. Weltmeisterin wurde die Norwegerin Line Johansen.
1994 war sie nur bei der Weltmeisterschaft in Stavern/Norwegen am Start. Sie gewann dabei in der Gewichtsklasse bis 50 kg mit der Bronzemedaille ihre erste Medaille bei einer Weltmeisterschaft. Der Weltmeistertitel ging an die Japanerin Miyu Yamamoto Ikeda. Auch 1995 war Jelena Jegoschina nur bei der Weltmeisterschaft, die in Moskau stattfand, am Start. Sie startete dabei in der Gewichtsklasse bis 47 kg, kam aber auch in dieser Gewichtsklasse hinter Miyu Yamamoto Ikeda und der Chinesin Zhong Xiue nur auf den 3. Platz. 1996 wurde sie in Oslo in der Gewichtsklasse bis 50 kg dann vor der jungen Tanja Sauter aus Deutschland zum zweiten Mal Europameisterin. Bei der Weltmeisterschaft 1996 in Sofia musste sie sich aber in der Gewichtsklasse bis 47 kg wieder mit dem 4. Platz begnügen.
Ihre beiden nächsten Europameistertitel errang Jelena Jegoschina 1997 in Warschau und 1998 in Bratislava, jeweils in der Gewichtsklasse bis 51 kg. Sie siegte dabei beide Male wieder vor Tanja Sauter. Bei den Weltmeisterschaften dieser beiden Jahre kam sie 1997 in Clermont-Ferrand auf den 6. Platz und gewann 1998 in Poznań wieder eine Bronzemedaille, die sie sich mit einem Sieg über Stephanie Murata aus den Vereinigten Staaten erkämpfte.
Bei der Europameisterschaft 1999 in Götzis/Österreich erkämpfte sie sich mit dem 2. Platz hinter der Polin Marta Wojtanowska ihre letzte Medaille bei einer internationalen Meisterschaft. Bei der Weltmeisterschaft 2000 in Sofia, bei der der Stern von Hitomi Obara Sakamoto aus Japan aufging, kam sie auf den 5. Platz.

## Internationale Erfolge
| Jahr | Platz | Wettbewerb                    | Gewichtsklasse | Ergebnisse |
| 1992 | 4.    | WM in Villeurbanne/Frankreich | bis 50 kg      | hinter Tricia Saunders, USA, Yoshiko Endo, Japan und Martine Poupon, Frankreich |
| 1993 | 1.    | EM in Iwanowo/Russland        | bis 53 kg      | vor Tatjana Antonowa, Ukraine und Agnes Canna-Ferina, Frankreich |
| 1993 | 4.    | WM in Stavern/Norwegen        | bis 53 kg      | hinter Line Johansen, Norwegen, Akemi Kawasaki, Japan und Wendy Magdiel Yzaguirre Gonzales, Venezuela                                                                                           |
| 1994 | 3.    | WM in Sofia                   | bis 50 kg      | hinter Miyu Yamamoto Ikeda, Japan und Anna Gomis, Frankreich |
| 1995 | 3.    | WM in Moskau                  | bis 47 kg      | hinter Miyu Yamamoto Ikeda und Zhong Xieu, China |
| 1996 | 1.    | EM in Oslo                    | bis 50 kg      | vor Tanja Sauter, Deutschland, Joanna Urbanska, Polen und Ida Hellström, Schweden |
| 1996 | 4.    | WM in Sofia                   | bis 47 kg      | hinter Tricia Saunders, Angelique Berthent-Hidalgo, Frankreich und Miho Adachi, Japan |
| 1997 | 4.    | Klippan-Lady-Open             | bis 51 kg      | hinter Vicki Zummo und Stephanie Murata, beide USA und Angelique Berthenet-Hidalgo |
| 1997 | 1.    | EM in Warschau                | bis 51 kg      | vor Tanja Sauter, Deutschland, Angelique Berthenet-Hidalgo und Ida Hellström |
| 1997 | 6.    | WM in Clermont-Ferrand        | bis 51 kg      | nach Siegen über Liu Hong Mei, China und Angelique Berthenet-Hidalgo und Niederlagen gegen Shannon Williams, USA, Miho Adachi und Erica Sharp, Kanada                                           |
| 1998 | 1.    | EM in Bratislava              | bis 51 kg      | nach Siegen über Olga Orlowska, Tschechien, Angelique Berthene-Hidalgo, Ida Hellström und Tanja Sauter                                                                                          |
| 1998 | 3.    | WM in Poznań                  | bis 51 kg      | nach einem Sieg über Stephanie Murata, einer Niederlage gegen Teresa Piotrowski, Kanada und Siegen über Mirsini Koloni, Griechenland, Tanta Sauter, Innessa Rebar, Ukraine und Stephanie Murata |
| 1999 | 2.    | EM in Götzis/Österreich       | bis 51 kg      | hinter Marta Wojtanowska, Polen, vor Tanja Sauter und Anne Cathrine Deluntsch, Frankreich |
| 2000 | 5.    | WM in Sofia                   | bis 51 kg      | hinter Hitomi Obara Sakamoto, Japan, Patricia Miranda, USA, Ida Hellström und Innessa Rebar |

## Erläuterungen
- alle Wettkämpfe im freien Stil
- WM = Weltmeisterschaft, EM = Europameisterschaft